# Cyrtodactylus buchardi
Espèce
Cyrtodactylus buchardi est une espèce de geckos de la famille des Gekkonidae.

## Répartition
Cette espèce est endémique de la province de Champassak au Laos.

## Description
C'est un gecko insectivore, nocturne et terrestre.

## Étymologie
Cette espèce est nommée en référence à Michel Buchard, mécène de l'expédition qui a permis de découvrir cette espèce.

## Publication originale
- David, Teynié & Ohler, 2004 : A new species of Cyrtodactylus Gray, 1827 (Reptilia: Squamata: Gekkonidae) from southern Laos. The Raffles Bulletin of Zoology, vol. 52, n. 2, p. 621-627 (texte intégral).